# Paz das Damas

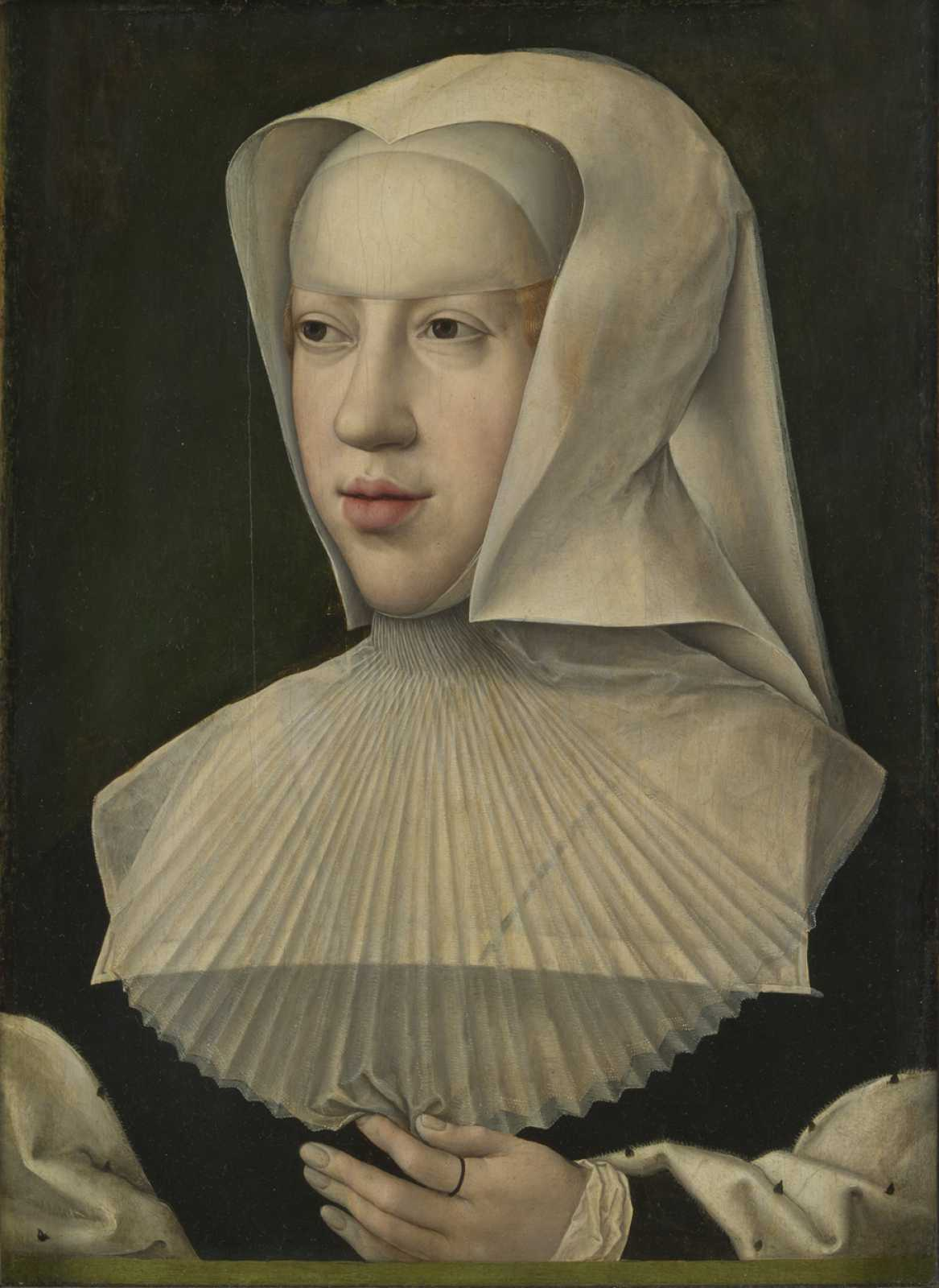
Margarida de Áustria.

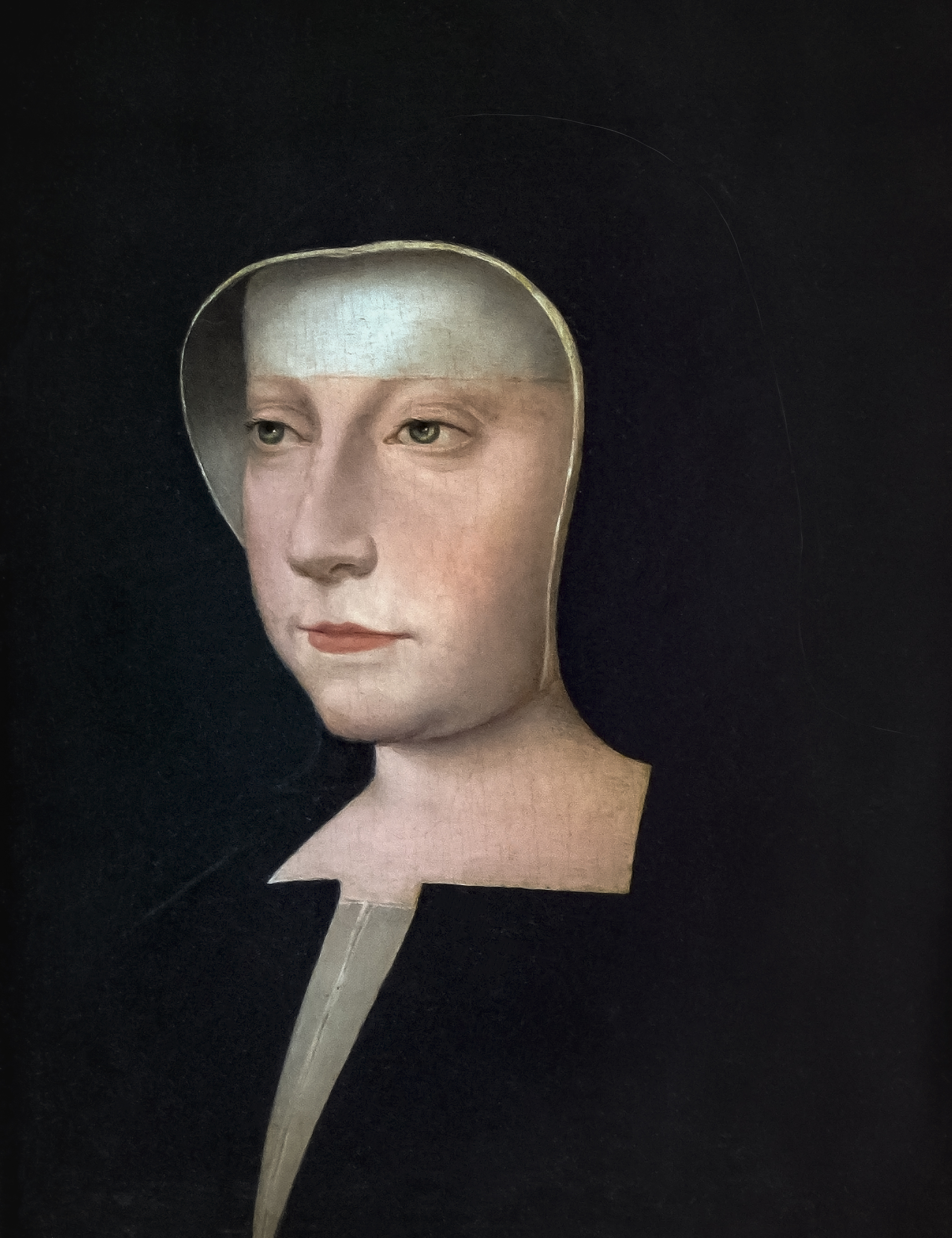
Luísa de Saboia.

O Tratado de Cambrai, também  conhecido como Paix des Dames (Paz das Damas), foi um acordo de paz feito em 3 de agosto de 1529, que encerrou uma guerra entre o rei francês Francisco I e o imperador de Habsburgo, o espanhol Carlos V. O tratado confirmou temporariamente a hegemonia espanhola (Habsburgo) na Itália.  A paz foi negociada e assinada em Cambrai por duas senhoras: Margarida da Áustria para o imperador e Luísa de Saboia para o rei. O tratado renovou o Tratado de Madrid, exceto que não exigiu a rendição da Borgonha a Carlos.